# Podagrion idomena
Podagrion idomena är en stekelart som först beskrevs av Walker 1850.  Podagrion idomena ingår i släktet Podagrion och familjen gallglanssteklar. Inga underarter finns listade i Catalogue of Life.